# إقليم دودوما
إقليم دودوما (بالسواحلية: Mkoa wa Dodoma)‏ هو واحد من 31 إقليم إداري في تنزانيا. العاصمة الإقليمية هي مدينة دودوما. تقع الإقليم في وسط تنزانيا، وتحدها إقليم Singida من الغرب. إقليم مانيارا في الشمال ؛ إقليم إيرينجا إلى الجنوب ؛ وإقليم موروجورو إلى الشرق. يستضيف إقليم دودوما عاصمة الأمة حيث يوجد مقر الجمعية التشريعية أو بونجي ‏. يستضيف إقليم دودوما أيضًا واحدة من أكبر الجامعات في تنزانيا، جامعة دودوما. ريجيوم هي الموطن الوحيد لصناعة النبيذ التنزانية، وهي ثاني أكبر صناعة نبيذ في القارة بعد جنوب إفريقيا. وفقًا للتعداد الوطني لعام 2012، كان عدد سكان الإقليم 2،492،989 نسمة.

## التاريخ

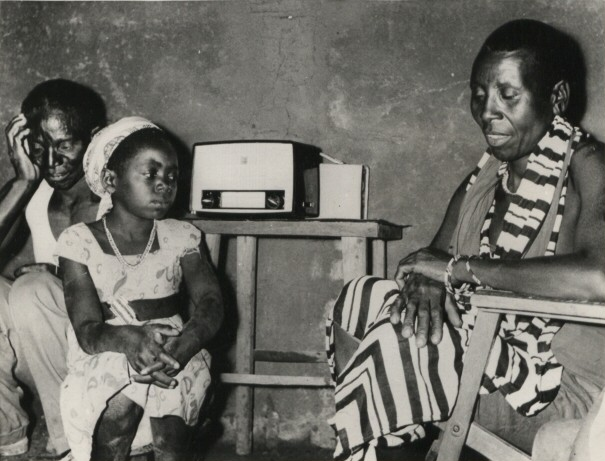
صورة لثلاثة أشخاص من في إقليم دودوما.

بدأت مدينة دودوما، أكبر مدينة وعاصمة الإقليم، في الأصل قريةً صغيرةً للجوجو في أوائل القرن التاسع عشر، وتألفت من عديد منازل تيمبي التقليدية. أسس المستعمرون الألمان المدينة رسميًا في عام 1907 أثناء بناء خط السكك الحديدية المركزي التنزاني. لدى الإقليم تاريخ طويل من المجاعات والصعوبات الاقتصادية. إلى جانب كوندوا ‏ وسينغيدا، أصابته المجاعة بشدة في العقد الأول من القرن الماضي. أفاد تقرير صادر عن ضابط بريطاني في دودوما في ديسمبر 1916 أن "الإقليم بأكمله تعرض للنهب بحثًا عن الماشية". قتل الألمان 26،000 رأسًا، وقتل البريطانيون 5،659. استمرت المشاكل طوال عام 1917، وفي نوفمبر 1917 حول الجفاف إلى أزمة. توفي حوالي 30،000 شخص، أي 1 من كل 5 من سكان الإقليم في ذلك الوقت. هاجر الآلاف من الناس، وباع آخرون الماشية الجائعة مقابل شلن واحد فقط في السوق في دودوما. كان الجدري منتشرًا، وقتل وباء الإنفلونزا الإسبانية ما يقدر بـ 50،000 إلى 80،000 في تنجانيقا بين عامي 1918 و1920.
عندما استولى البريطانيون على البلاد، فضلوا دار السلام وأروشا، وبدأت أهمية المنطقة في التدهور. تراجعت الأهمية أكثر في الستينيات عندما بنى الصينيون طريق تنزام السريع، لربط دار السلام بموروجورو وإرينجا. في 9 ديسمبر 1961، حصلت تنجانيقا على الاستقلال عن بريطانيا، وظلت دودوما عاصمة المقاطعة الوسطى. في عام 1963، قسمت محافظات الدولة الجديدة إلى وحدات إدارية أصغر وتمت تسميتها أقاليم، وتم إنشاء إقليم دودوما. ومع ذلك، في عام 1973، أعلنت الحكومة التنزانية أنه ستُنقل العاصمة من دار السلام إلى موقع أكثر مركزية لخدمة احتياجات الناس بشكل أفضل. اختيرت دودوما لهذا الغرض، حيث كانت مدينة قائمة بالفعل على مفترق طرق رئيسي مع مناخ مناسب ونطاق للتنمية. في نفس العام، أطلقت الحكومة التنزانية برنامجًا وطنيًا للحفاظ على التربة، يُعرف باسم برنامج دودوما للحفاظ على التربة، لتحسين خصوبة التربة وإنتاجيتها في المناطق الأكثر تضررًا في المنطقة.

## جغرافية
دودوما هو ثامن أكبر إقليم من حيث المساحة بعد إقليم مانيارا. يغطي إقليم دودوما، وهو شبه قاحل أساسًا، مساحة 41,311 كيلومتر مربع (15,950 ميل2)، مما يجعله أكبر قليلاً من سويسرا (41,284 كيلومتر مربع (15,940 ميل2). يقع إقليم دودوما في قلب تنزانيا في الجزء الشرقي الأوسط من البلاد، والمدينة الرئيسة تبعد حوالي 300 ميل (480 كـم). عن الساحل. تحد الإقليم إقليم مانيارا من الشمال، وإقليم تانجا من الشمال الشرقي، وإقليم سينغيدا من الغرب، وإقليم إيرينغا من الجنوب، وإقليم موروجورو من الشرق والجنوب الشرقي. يمتد حوض نهر وامي الفرعي "من إقليم دودوما شبه القاحل إلى المستنقعات الداخلية الرطبة في إقليم موروجورو إلى قرية سعداني في إقليم باجامويو الساحلية"، كما يتدفق نهر كيكويو عبر الإقليم، ويتدفق بالقرب من مدينة دودوما نفسها. تشمل المناطق المحمية محمية Swaga Swaga Game Reserve. يُنتج الإقليم الفول والبذور والحبوب والفول السوداني والقهوة والشاي والتبغ. كما تُربى الماشية وتسوق.

## التركيبة السكانية

### السكان
وفقًا للإحصاء الوطني لعام 2012، بلغ عدد سكان الإقليم 2،083،588 نسمة، منهم 1،014،974 ذكورًا و1،068،614 إناثًا. والتي كانت أقل من توقعات ما قبل التعداد البالغة 2،214،657. يمثل الإقليم 4.8 في المائة من إجمالي عدد سكان تنزانيا القارية والذي كان 43،625،354 نسمة في عام 2012. كما أن لإقليم ا كان السابع عشرة الأكثر كثافة سكانية حيث يبلغ عدد سكانها 50 شخصًا لكل كيلومتر مربع. تضم ولاية دودوما ‏ أكبر عدد من السكان حيث يبلغ 410،956 نسمة.

## التقسيمات الإدارية

### الولايات
ينقسم إقليم دودوما إلى سبع ولايات، يدير كل منها مجلس:
| ولايات إقليم دودوما | ولايات إقليم دودوما | ولايات إقليم دودوما | ولايات إقليم دودوما | ولايات إقليم دودوما | ولايات إقليم دودوما | ولايات إقليم دودوما       | ولايات إقليم دودوما |
| خريطة               | ولاية               | السكان (2012)       | المساحة كم 2        | الانقسامات (طرفا)   | أجنحة (كاتا)        | الشوارع أو أحياء ( ميتا ) | القرى ( كيجيجي )    |
| ------------------- | ------------------- | ------------------- | ------------------- | ------------------- | ------------------- | ------------------------- | ------------------- |
| </img>              | ولاية باهي ‏         | 221،645             | 5949                | 4                   | 22                  |                           | 59                  |
| </img>              | ولاية شاموينو ‏      | 330543              | 8056                | 5                   | 36                  |                           | 107                 |
| </img>              | ولاية شيمبا ‏        | 235.711             | 7،653               | 4                   | 26                  |                           | 114                 |
| </img>              | ولاية دودوما ‏       | 410956              | 2،576               | 4                   | 41                  | 170                       | 18                  |
| </img>              | ولاية كودوا ‏        | 269704              | 5،557               | 5                   | 29                  | 11                        | 109                 |
| </img>              | ولاية كونغوا ‏       | 309973              | 4041                | 3                   | 22                  |                           | 87                  |
| </img>              | ولاية مبوابوا ‏      | 305،056             | 7،479               | 4                   | 33                  | 18                        | 113                 |
| </img>              | المجموع             | 2،083،588           | 41311               | 29                  | 209                 | 199                       | 607                 |

## التعليم
دودوما هي مركز النشاط التعليمي في الإقليم، مع وجود جامعتين اعتبارًا من عام 2009. تقع جامعة دودوما على مساحة 6,000 هكتار (23 ميل2) في منطقة تشيمواغا على بعد حوالي 8 كيلومتر (5.0 ميل) شرق وسط مدينة دودوما. تأسست في عام 2007، بالتنسيق مع رؤية التنمية في تنزانيا 2025، ومن المتوقع أن تضم جامعة دودوما حوالي 50،000 طالب عندما تعمل بكامل طاقتها. أكثر من ضعف حجم جامعة دار السلام. كان من المتوقع أن يبلغ عدد الطلاب المسجلين بالجامعة 40 ألفًا في عام 2012، بعد خمس سنوات من الافتتاح. الجامعة الثانية هي جامعة سانت جون في تنزانيا.

## روابط خارجية
- الموقع الرسمي